# プルート (機雷敷設艦)
プルート（ロシア語:Прутプルート）は、ロシア帝国の機雷敷設艦 (Минный заградитель) である。艦名は、ウクライナ西部を流れるプルート川に由来する。

## 概要

### トルコからの救出
プルートは、元は義勇艦隊向けの外洋型高速貨客船モスクワ(モスクヴァー；Москваマスクヴァー)であった。姉妹船はロシアで、同時に発注されたもう1隻はサンクトペテルブルクであり、国名と二大都市の名称に因んだ船名であった。
モスクワは、1878年に設立された義勇艦隊のための予算で建造された最初の艦船3 隻の内の1 隻であった。姉妹船とともに1879年にイギリスのグラスゴーで進水したが、一旦は海軍に編入された。露土戦争のあと全ヨーロッパに戦争の危機が迫る中、再び義勇艦隊に編入され、トルコ方面からのロシア軍部隊撤退任務に当たった。このときの働きは、皇帝アレクサンドル3世から賞賛を受けた。

### 極東への旅
1880年から1881年にかけては、僚船のペテルブルク、ヴラジヴォストークとともに黒海沿岸のオデッサから極東に派遣され、緊迫する中国情勢に備えた。この際、ヴラジヴォストークには船団の到着を以って4月25日、極東海上汽船会社のもととなる義勇艦隊極東支部が設立された。この会社は、現代まで続くロシアの大規模海運会社となっている。
また、モスクワの辿ったオデッサからヴラジヴォストーク、ニコラエフスク、サハリンのドゥエ間の航路は、ヨーロッパ・ロシアと極東を結ぶ最初の航路となった。その後、モスクワはカムチャツカ半島およびオホーツク海からオデッサ・サンクトペテルブルク間の航路開拓とその安全保障任務に携わった。

### 黒海艦隊
1895年に海上商業者によって購入され、プルートと改称された上で練習船として用いられた。1909年12月1日からは黒海艦隊の機雷敷設艦として使用されるようになった。
1914年8月には、ヨーロッパを中心に第一次世界大戦が勃発した。この年10月28日、G・A・ブィーコフ中佐の指揮下にあったプルートは、任務を終えてセヴァストーポリに帰港する途上、サールィチ岬沖にあった。朝5時30分、海上には霧が立ち込め、視界は極めて悪かった。このとき、プルートは思いがけず国籍不明の船舶を発見した。プルートは、探照燈にてセヴァストーポリ軍港へ不審船発見の第一報を入れた。港ではこれを帰港するプルートが視界不良のため照射しているものと勘違いし、まったく気にも留めなかった。しかし、この不審船こそが黒海艦隊の最も恐れたドイツ帝国の弩級巡洋戦艦ゲーベンだったのである。当時、ゲーベンはオスマン帝国に譲渡されており、その名もヤウズ・スルタン・セリムと呼ばれていたが、ロシアではゲーベンの名で知られていた。このとき、プルートも軍港の司令部も巡洋戦艦の接近に気付いていなかった。

### セヴァストーポリ砲撃
6時33分、オスマン帝国艦隊とセヴァストーポリの距離は40 鏈(4 浬)になった。巡洋戦艦は、セヴァストーポリに向けて艦砲射撃を開始した。これに対し、警戒に当たっていた沿岸砲部隊と黒海艦隊の戦艦ゲオールギイ・ポベドノーセツが反撃の砲撃を行った。巡洋戦艦は、機雷原に突入することを恐れ、思うような動きは取れなかった。ヤウズ・スルタン・セリムは主砲弾47 発を含む59 発の砲弾を放ったが、その内命中したのは沿岸砲部隊に落下した2 発のみであった。逆に、沿岸砲部隊は360 発の砲弾を放ち、「ゲーベン」に対し3 発の命中弾を得た。ゲオールギイ・ポベドノーセツは、霧による視界不良からまともな射撃は行えなかった。
視界悪化と触雷の危険性から、オスマン帝国艦隊は6時50分にはセヴァストーポリへの砲撃を諦めた。しかし、このときまだ何も知らされていなかったプルートは、まっすぐオスマン帝国艦隊に向けて進路を取っていたのである。プルートに対し帰港命令を出したままであったことに気付いた司令部は、すぐさま哨戒任務中の第4駆逐艦隊に敵艦隊遭遇の危機に瀕したプルートの救援を命じた。
第4駆逐艦隊旗艦レイテナーント・プーシチンに乗艦していた指揮官V・V・トルベツコーイ公は、果敢にも指揮下の駆逐艦ジャールキイ、ジヴーチイの2 隻を率い巡洋戦艦に立ち向かっていった。トルベツコーイ大佐は駆逐艦隊を全速力で突撃させたが、「ゲーベン」の反撃は熾烈であった。レイテナーント・プーシチンは150 mm砲弾の直撃により甚大な被害を受け、水雷戦の決行は不可能となった。やむなく、駆逐艦隊は戦場を離脱した。

### プルートの最期
午前7時前、ヘルソネス岬沖14 浬の地点にあったプルートは、ようやく「ゲーベン」の存在に気付いた。
プルートは、すぐさまセヴァストーポリに知らせを送り、自艦の位置北緯44度34分 東経33度1分 / 北緯44.567度 東経33.017度を知らせた。しかし、セヴァストーポリから返信はなかった。巡洋戦艦は、プルートに対し警告を発した。プルートは、降伏の印に全てのマストに旗を掲げ、岸目掛けて航走を始めた。指揮官は、岸近くで安全を確保した上で艦を自沈させるつもりであった。
しかし、7時35分、巡洋戦艦はプルートの右舷に接近し、25 鏈の距離から150 mm砲で砲撃を開始した。これにより、プルートの艦上では火災が発生した。砲撃開始より10分から15分程したのち、プルートはサールィチ岬に達した。巡洋戦艦は駆逐艦サムスンとタショスを従えており、沖に留まってしばらくの間砲撃を続けた。
8時40分ごろ、プルートはいよいよ瀕死の状態となった。最終的に、プルートはフィオレント岬沖10 浬の地点で沈没した。乗員の多くは、救命用具などに掴まって無事であった。しかし、艦長を含む3 人の将校、軍医、2 人の航海士と69 人の水兵は、オスマン帝国の駆逐艦に救出されたために捕虜となった。残る3 人の将校と199 人の水兵は、バラクラーヴァより救援に駆けつけたロシアの潜水艦スダークに救出された。しかし、尉官2 人と25 人の水兵、そしてロシア正教会の司祭アントーニイは艦と運命を共にした。

### 届かなかった警報
セヴァストーポリからも、プルートの交戦の様子はよく見えた。しかし、それは友軍の戦艦エフスターフィイが新式の砲で標的を砲撃しているものと勘違いされた。そして、炎上するプルートは燃え上がる標的と見間違えられた。しばらくのち、軍港の水兵たちはそれが友軍のプルートであるという知らせを耳にしたが、衝撃を隠せなかった。そして、この日、ロシア帝国はオスマン帝国に対し宣戦布告を行った。

### その後
プルートの沈没位置については、プルートの出せる最大速度13.5 knで30分間最寄のヘルソネス岬方向へ航行したと考えた場合、恐らくは北緯44度37分 東経33度12分 / 北緯44.617度 東経33.200度であろうと推測されている。後世の調査では、この地点にプルートとほぼ同じ大きさの船舶が沈没していることが確認されている。
のち、艦名はオスマン帝国より捕獲した防護巡洋艦に受け継がれた。